# Ivars Ķezbers
Ivars Jānis Ķezbers (ur. 30 marca 1944 w Wałku, zm. 23 marca 1997) – łotewski historyk i politolog, działacz na rzecz niepodległości Łotwy, przewodniczący Niezależnej Komunistycznej Partii Łotwy (1990–1991), poseł na Sejm (1995–1997). 

## Życiorys
W młodości pracował w grupie geodezyjnej. Po ukończeniu wieczorowej szkoły średniej w Windawie studiował w latach 1962–1967 na Wydziałach Ekonomii i Prawa Łotewskiego Uniwersytetu Państwowego. W 1982 obronił pracę kandydacką w Moskwie za dysertację poświęconą koncepcjom polityki zagranicznej skandynawskiej socjaldemokracji. W 1993 uzyskał stopień doktora nauk historycznych.
Zatrudniony w służbie dyplomatycznej ZSRR. Pełnił obowiązki wiceprzewodniczącego Państwowego Komitetu ds. Radia i Telewizji oraz przewodniczącym analogicznej instytucji w Łotewskiej SRR. Stał na czele Komitetu Kultury Łotewskiej SRR.  
Działał w Komunistycznej Partii Łotwy będąc w latach 1988–1990 sekretarzem jej KC oraz zwolennikiem kursu autonomicznego od Moskwy. W kwietniu 1990 wystąpił z KPZR. Na XXV zjeździe Komunistycznej Partii Łotwy w dniach 6 i 7 kwietnia 1990 1/3 delegatów opuściła salę nie godząc się z polityką uzależnionej od Moskwy KPŁ. Założono nowe grupowanie: Niezależną Komunistyczną Partię Łotwy, której przewodniczącym został Ķezbers. 
Od 1989 do 1990 zasiadał w Radzie Najwyższej ZSRR. Po odzyskaniu przez Łotwę niepodległości w 1991 pracował jako konsultant w Fundacji Społecznej na rzecz Bezpieczeństwa Wewnętrznego Łotwy. W 1995 wybrany posłem na Sejm z listy Partii Demokratycznej "Gospodarz", był przewodniczącym i wiceprzewodniczącym jej Klubu Poselskiego, członkiem Komisji Spraw Zagranicznych oraz przewodniczącym łotewskiej delegacji do Zgromadzenia Bałtyckiego. W latach 1996–1997 zasiadał w Zgromadzeniu Parlamentarnym Rady Europy.